# جويل آغي
جويل آغي (بالإنجليزية: Joel Agee)‏ هو مترجم وكاتب أمريكي، ولد في 1940 في نيويورك في الولايات المتحدة.